# Marius Broening
Marius Broening, född 24 oktober 1983,  är en tysk friidrottare som tävlar i kortdistanslöpning.

## Personliga rekord
- 100 meter – 10,24 från 2009